# جیمز فاکس (خواننده)
جیمز فاکس (به انگلیسی: James Fox) (زاده ۶ آوریل ۱۹۷۶) خواننده ولزی است.
او در مسابقه آواز یوروویژن ۲۰۰۴ نماینده بریتانیا بود.